# 弥涅耳瓦公主
《弥涅耳瓦公主》是一款由日本Riverhillsoft開發的奇幻電子角色扮演遊戲，最初於1992年在PC-98系列平台上發行，後來移植到PC Engine SUPER CD-ROM2與超級任天堂平台，並被改編成小說、漫畫及OVA動畫。漫畫版在台灣由大然文化代理，譯名為《公主戰士》。

## 外部連結
- 莫比游戏上的《弥涅耳瓦公主》（英文）